# Flobecq
Flobecq (tiếng Hà Lan: Vloesberg) là một đô thị ở tỉnh Hainaut. Tại thời điểm ngày 1 tháng 1 năm 2006, Flobecq có dân số 3.278 người. Tổng diện tích là 23 km² với mật độ dân số là 143 người trên mỗi km². Flobecq là một địa điểm du lịch.